# Petronas
PETRONAS (сокращенно от Petroliam Nasional Berhad), ПЕТРОНАС — малайзийская нефтегазовая компания. Основана 17 августа 1974 года. Полностью принадлежит правительству Малайзии. Основным регионом деятельности является Малайзия, однако нефтегазодобыча ведётся в более, чем 20 странах. Financial Times внесла концерн PETRONAS в число «новых семи сестёр»: самых влиятельных государственных национальных нефтяных и газовых компаний из стран, не входящих в OPEC.
Головной офис компании находится в башнях Петронас, которые являются самыми высокими башнями-близнецами в мире с 1998 года. Эти 88-этажные башни были официально открыты в Малайзии в 42-й Национальный день, 31 августа 1998 года.
PETRONAS является интегрированной нефтегазовой компанией, осуществляя широкий спектр деятельности в нефтегазовом секторе: разведка и добыча нефти и газа; нефтепереработка; маркетинг и сбыт нефтепродуктов; переработка газа и сжижения газа; газотранспортная трубопроводная сеть; сбыт сжиженного природного газа; нефтехимическое производство и маркетинг; автомобильная техника; недвижимость и инвестиции.

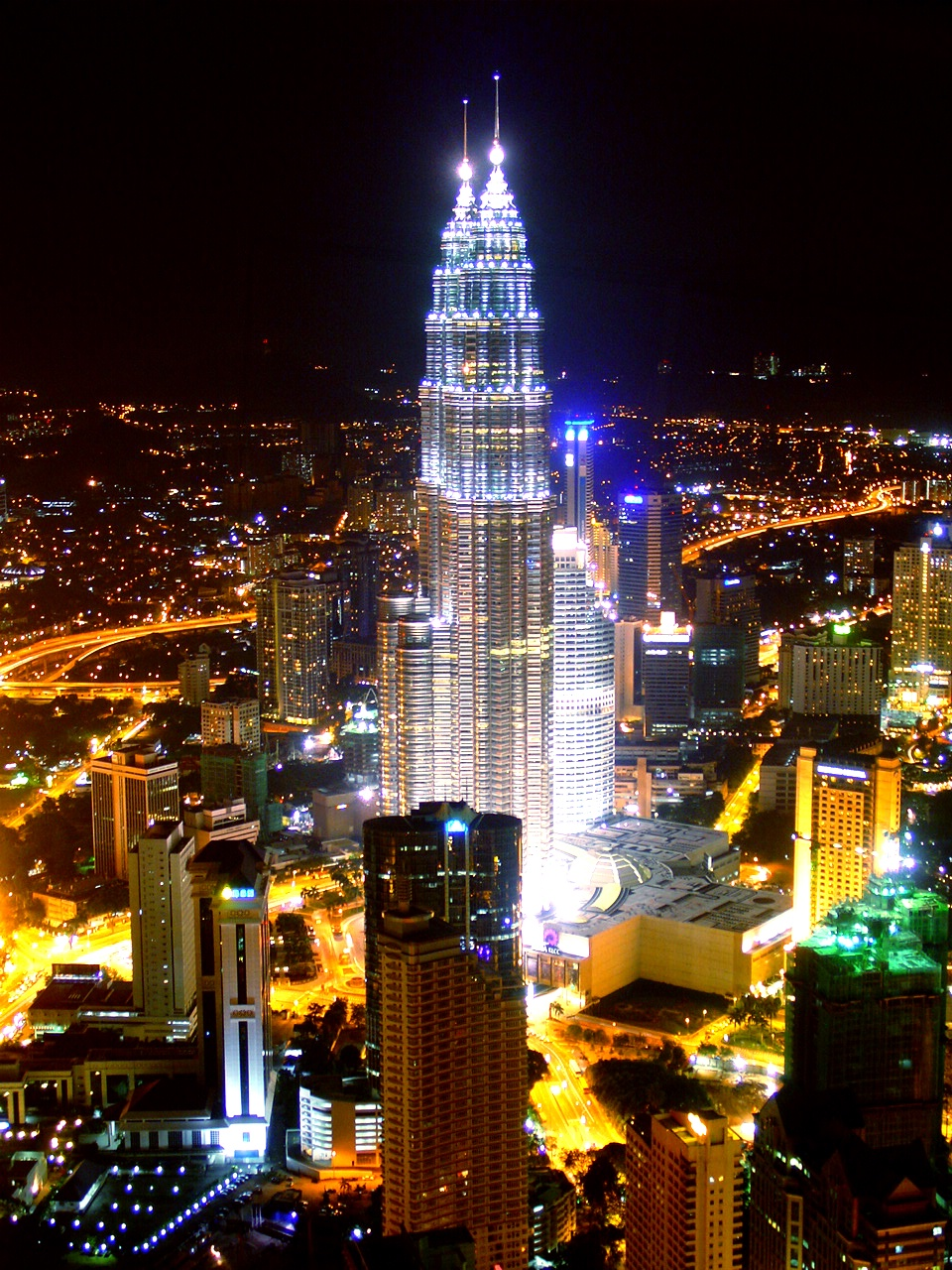
Штаб-квартира компании

## История
Нефтедобыча на территории современной Малайзии началась в конце XIX века. Месторождение нефти было открыто британской компанией The «Shell» Transport and Trading Company (в 1907 год ставшая частью Royal Dutch Shell), которая вела разведку нефти в местности Саравак на острове Борнео, находившемся во владении «Белого раджи». В 1910 году первая нефтяная скважина была пробурена в Мири, Саравак. Это стало первым нефтяным месторождением в Малайзии, хорошо известным, как «Великая Старая Леди». На 1963 год, когда была сформирована Малайзия, Royal Dutch Shell оставалась единственной нефтяной компанией в регионе. Власти нового государства сохранили сотрудничество с Royal Dutch Shell, которая в 1968 году начала разработку первого морского нефтяного месторождения в территориальных водах Малайзии.
В это же время, Федеральное правительство обратилось с предложением о развитии нового месторождения в штате Тренггану, к компаниям ESSO, Continental Oil, и Mobil, на Малайском полуострове, самой густонаселенной части страны. К 1974 году в регионе остался только ESSO, в этом году было открыто месторождение природного газа Тренггану, объём добычи на котором быстро превзошёл Саравак и Сабах. К 1974 году в Малайзии добыча нефти составляла около 81 тысяч баррелей в день (12,900 м3/сут).
Несколько факторов в начале 1970-х годов побудили правительство Малайзии к созданию государственной нефтяной и газовой компании. Это были годы, в которые контроль над месторождениями нефти и газа стал переходить от западных нефтяных компаний, некогда контролировавших более 90 % рынка нефти, к странам-членам Организации стран-экспортеров нефти (ОПЕК), в частности запасы нефти были национализированы в соседней Индонезии в 1971 году. Также в это время была разработана технология для проведения масштабных разведочных работ и бурения на шельфе. Местная география включала сочетание широких бассейнов и осадочных пород со спокойным мелководьем вокруг Зондского шельфа. Все это делало разведку газа и нефти проще и дешевле, чем в большинстве районов мира. Малайзийская нефть оказалась в основном высокого качества с низким содержанием серы. Это стало решающим фактором в создании PETROLAM NASIONAL BERHARD.
PETRONAS была создана в августе 1974 года и действует в соответствии с законом о разработке нефти, принятым в октябре 1974 года. Создав PETRONAS, правительство должно было принять решение, по какой стратегии будут складываться его отношения с западными нефтяными компаниями. В 1976 году были подписаны договора о разделе продукции, по которым PETRONAS были переданы все запасы нефти и газа страны, но операторами разработки оставались Royal Dutch Shell на Борнео и ESSO на Тренггану и на шельфе, они получали 30 % от добычи, остальные 70 % доставались PETRONAS для реализации на домашнем рынке. В 1978 году компания создала Petronas Carigali, собственное дочернее общество для нефтедобычи на шельфе, а также Malaysia LNG Sdn Bhd, дочернее общество по торговле сжиженным газом. Поскольку значительная часть углеводородов в Малайзии находится в форме природного газа, в конце 1970-х годов встал вопрос о строительстве завода для его сжижения. Первый такой завод в Сараваке начал работу в 1983 году, на 60 % он принадлежал PETRONAS, 5 % получили местные власти, 35 % поровну разделили Shell, которая осуществляла строительство и Mitsubishi Corporation, которая финансировала проект; в целом Япония приняла живое участие в малайзийских газовых проектах, и почти весь экспорт сжиженного газа приходился (и продолжает приходиться) на Японию.
Запасы углеводородов в Малайзии сравнительно невелики, на начало 1980-х годов они оценивались в 2,84 млрд баррелей, и при высоких темпах разработки (а в 1982 году компанию ESSO и Shell составила французская Elf Aquitaine) к концу десятилетия Малайзия могла вновь стать импортёром нефти. Для решения проблемы истощения запасов правительство Малайзии в 1980 году повысило налог на экспорт нефти. Однако это оказалось малоэффективным, поскольку нефть и газ обеспечивали четверть поступлений от экспорта, и при падении цен на энергоносители на мировых рынках эти ограничения приходилось послаблять. Как следствие падения цены на нефть в 1986 году, к 1989 году было подписано 22 новых контракта по разделению продукции с 31 компанией из 11 стран, причём иностранные партнёры теперь получали 50 % от добытой нефти и 60 % газа.
PETRONAS начала заниматься нефтепереработкой и продажей нефтепродуктов в 1983 году, когда было начато строительство двух новых НПЗ для снижения зависимости от заводов ESSO и Shell. Также было создано дочернее общество Petronas Dagangan, начавшее формировать сеть автозаправок; к 1990 году в стране под торговой маркой Petronas работало 252 АЗС (хотя только 20 принадлежали компании, остальные работали на правах франчайзинга). В то же время развивалась инфраструктура по добыче природного газа, его сжижению, транспортировке по газопроводам по всей стране, а также терминалы для экспорта сжиженного газа. Наименее удачным проектом PETRONAS была покупка банка Bumiputra, второго крупнейшего в стране, но сильно пострадавшего от банкротства гонконгской группы Carrian property в 1985 году. За пять лет PETRONAS инвестировала в него 3,5 млрд ринггитов, но в конце концов в 1991 году была вынуждена продать его другой государственной компании, Minister of Finance Inc.
К 1990 году уровень нефтедобычи в Малайзии достиг 650 тысяч баррелей в сутки, но, несмотря на открытие в 1988 году крупного месторождения Seligi, проблема истощения запасов оставалась актуальной. За её решением PETRONAS обратилась в другие страны, в первую очередь к соседям по полуострову Индокитай, Мьянме Таиланду и Вьетнаму. В 1990 году была создана дочерняя компания Petronas Carigali Overseas Sdn Bhd, которая приобрела 15-процентную долю в разработке месторождения в территориальных водах Мьянмы; остальная доля принадлежала оператору разработки японской Idemitsu Oil Development Co. Ltd и государственной нефтегазовой компании Мьянмы. Также в 1990 году было заключено соглашение с Таиландом о совместной разработке месторождений в Сиамском заливе (при участии американской Triton Oil). В 1994 году была начата добыча нефти во Вьетнаме, в 1995 году в Судане, в 1996 году достигнуто соглашение о разработке месторождений на шельфе КНР совместно с China National Offshore Oil Corporation и Chevron. В 1997 году была куплена доля в 29,3 % в Малайзийской зарубежной судоходной компании (Malaysia International Shipping Corporation Berhad, MISC), в следующем году с ней было объединено собственное транспортное подразделение, таким образом доля в MISC достигла 62 %. В 1998 году была куплена южноафриканская компания Engen Ltd. На рубеже веков география нефтедобычи была существенно расширена, были заключены контракты на работу в Иране, Пакистане, Чаде, Камеруне, Габоне, Нигере, Египте, Алжире, Йемене, Индонезии и Вьетнаме.
В 2001 году был открыт нефтехимический комплекс в султанате Паханг, включающий 12 заводов на 150 гектарах. В 2003 году в Бинтулу (Саравак) был открыт крупнейший комплекс по сжижению газа.
В 2007 году за $418 млн были куплены активы компании Woodside Energy Ltd в Мавритании. В 2015 году у норвежской Statoil за $2,25 млрд были куплены нефтегазовые активы в Азербайджане. В середине 2017 года компания отказалась от проекта по строительству завода по производству сжиженного газа в канадской провинции Британская Колумбия стоимостью $36 млрд.
С 2009 года Petronas является спонсором гоночной команды Формулы-1 «Мерседес», а также поставщиком смазочных материалов. В 1995 году компания уже выступала спонсором команды Red Bull-Sauber PETRONAS.
В 2012 году было объявлено о начале строительства нового нефтехимического комплекса (Refinery and
Petrochemical Integrated Development, RAPID) в султанате Джохор, который превзойдёт по производительности все три существующие комплексы PETRONAS вместе взятые; для реализации проекта 28 февраля 2017 года было подписано соглашение с Saudi Aramco по которому аравийская компания за $7 млрд приобретала 50-процентную долю в проекте, а также будет поставлять до 70 % сырой нефти.

## Собственники и руководство
PETRONAS полностью принадлежит правительству Малайзии, в 2017 год государству было уплачено 10 млрд ринггитов дивидендов ($2,27 млрд).
Председателем совета директоров с августа 2018 года является Ахмад Низам Саллех (Ahmad Nizam Salleh), в компании с 1981 года.
Пост президента и главного исполнительного директора (CEO) с октября 2018 года занимает Тенгку Мухаммад Тауфик (Tengku Muhammad
Taufik).

## Деятельность
PETRONAS юридически принадлежат все запасы нефти и газа Малайзии. На начало 2018 года доказанные запасы нефти оценивались в 3,6 млрд баррелей (27-е место в мире), природного газа — 1,183 трлн м³ (23-е место в мире), в сумме 10,6 млрд баррелей в нефтяном эквиваленте. Из добываемых нефти и газа (650 тысяч баррелей и 70 млрд м³ в сутки) около половины экспортируется, что обеспечивает 22 % поступлений от экспорта Малайзии. Собственные нефтеперерабатывающие мощности обеспечивают три четверти от потребления.
Доказанные запасы углеводородов на конец 2020 года составляли 5,55 млрд баррелей в нефтяном эквиваленте, из них 3,28 млрд баррелей — в Малайзии. Средний уровень добычи составлял 2,209 млн баррелей в сутки.
На 2020 год в компании работало 48,7 тысяч человек, из них 85 % в Малайзии и других странах Азии, 6,7 % в Африке, 2,7 % в Европе, 2,4 % на Ближнем Востоке, 1,4 % в СНГ и 2,1 % в Америке.
Компания имеет участие в 216 месторождениях в 22 странах, ей принадлежит 383 нефтедобывающие платформы и 25 плавучих заводов. Добыча ведётся в Азиатско-Тихоокеанском регионе (Австралия, Бруней, Малайзия, Таиланд, Мьянма и Вьетнам), Африке (Алжир, Ангола, Чад, Египет, Судан и Южный Судан), Америке (Канада, Аргентина и Мексика), Европе (Ирландия), на Ближнем Востоке (Ирак), в Азербайджане и в Центральной Азии (Туркменистан). В 2017 год средний уровень добычи нефти и газа составлял 2,32 млн баррелей в сутки.
Производительность нефтеперерабатывающих мощностей составляет 546 тысяч баррелей в сутки, из них 446 тысяч баррелей в Малайзии, остальное даёт НПЗ в Дурбане (ЮАР). Производство нефтехимической продукции составляет 12,7 млн тонн в год, компании принадлежит два интегрированных нефтехимических комплекса в Малайзии, а также 17 заводов, 6 из них производят удобрения и метанол, остальные олефины и другие соединения. Смазочные материалы продаются в 90 странах через дочернюю компанию PETRONAS Lubricants International Sdn Bhd.
Выручка в 2020 году составила 178,7 млрд ринггитов, из них 49,8 млрд пришлось на Малайзию, 17,6 млрд — на Японию, 55,1 млрд — на остальную Азию, 14,9 млрд — на ЮАР. На продажу нефтепродуктов пришлось 62,7 млрд ринггитов, на нефть — 23,7 млрд, на сжиженный газ — 37,7 млрд, природный газ — 22,3 млрд, на нефтехимическую продукцию — 14,2 млрд.
Основные подразделения:
- Нефтегазодобыча — выручка 27,2 млрд ринггитов;
- Газ и альтернативная энергетика — выручка 53,3 млрд ринггитов;
- Нефтепродукты — выручка 83,7 млрд ринггитов.

|                     | 2004  | 2005  | 2006  | 2007  | 2008  | 2009  | 2010  | 2011  | 2012  | 2013  | 2014  | 2015  | 2016  | 2017  | 2018  | 2019  | 2020   | 2021  | 2022  | 2023  |
| ------------------- | ----- | ----- | ----- | ----- | ----- | ----- | ----- | ----- | ----- | ----- | ----- | ----- | ----- | ----- | ----- | ----- | ------ | ----- | ----- | ----- |
| Оборот              | 97,5  | 137,0 | 167,4 | 184,1 | 223,1 | 264,2 | 210,8 | 241,2 | 291,2 | 317,3 | 329,1 | 247,7 | 195,1 | 223,6 | 251,0 | 240,3 | 178,7  | 247,9 | 333,0 | 305,7 |
| Чистая прибыль      | 23,7  | 35,6  | 43,1  | 46,4  | 61,0  | 52,5  | 40,3  | 54,8  | 49,9  | 54,1  | 47,61 | 20,86 | 23,76 | 45,52 | 55,31 | 40,47 | -21,03 | 48,6  | 101,6 | 80,7  |
| Активы              | 203,2 | 239,1 | 273,0 | 294,6 | 339,3 | 388,1 | 410,9 | 439,0 | 489,2 | 528,7 | 537,5 | 591,9 | 603,4 | 599,8 | 636,3 | 622,4 | 574,1  | 635,0 | 710,5 | 773,3 |
| Собственный капитал | 102,7 | 119,7 | 147,0 | 170,9 | 201,0 | 232,1 | 242,9 | 263,8 | 307,0 | 335,8 | 391,9 | 415,7 | 423,7 | 432,8 | 425,3 | 438,9 | 381,0  | 404,3 | 460,4 | 502,8 |